# Stormtroopers of Death
Stormtroopers of Death, cũng được biết đến dưới tên S.O.D., là một ban nhạc crossover thrash người Mỹ thành lập tại New York năm 1985. Họ được xem là một trong những ban nhạc đầu tiên kết hợp hardcore punk với thrash metal để tạo nên một phong cách tên crossover thrash, ban nhạc hợp thành từ ba thành viên của ban nhạc thrash metal Anthrax là Scott Ian (guitar), Charlie Benante (trống) và Dan Lilker (trống) với ca sĩ Billy Milano (hát chính). Bài hát "Milano Mosh" trong album phòng thu đầu tay Speak English or Die (1985), từng là intro cho Headbanger's Ball trong nhiều năm.
Có vài tranh luận quanh phần lời bài hát có phần mang tính phân biệt chủng tộc và phân biệt giới tính. Tay bass Dan Lilker phát biểu: "Phần lời chưa bao giờ được viết một cách nghiêm túc, mà chỉ để chọc giận mọi người thôi." Ban nhạc trải qua nhiều thời kỳ không hoạt động kể từ khi thành lập năm 1985. Theo hát chính Billy Milano, Rise of the Infidels, phát hành tháng 8 năm 2007 qua Megaforce Records, "sẽ là tác phẩm cuối cùng của S.O.D.".

## Thành viên
- Scott Ian – guitar, hát nền
- Dan Lilker – bass, hát nền
- Charlie Benante – trống
- Billy Milano – hát chính

## Danh sách đĩa nhạc

### Album phòng thu
- Speak English or Die (1985)
- Bigger than the Devil (1999)
- Rise of the Infidels (2007)

### Album trược tiếp
- Live at Budokan (1992)

### Đĩa đơn
- "March of the S.O.D." (1985)
- "Seasoning the Obese" (1999)

### Xuất hiện khác
- From the Megavault (1985)
- Deeper into the Vault (1991)
- Crossover (1993)
- Stars on Thrash (1998)
- Suburban Open Air '99 (1999)
- Death Is Just the Beginning, Vol. 5 (1999)
- Dynamit Vol. 16 (1999)
- Nuclear Blast Soundcheck Series, Vol. 18 (1999)
- A Tribute to the Scorpions (2000)
- Death Is Just the Beginning, Vol. 6 (2000)
- New York's Hardest, Vol. 3 (2001)
- Death Is Just the Beginning, Vol. 7 (2002)

### Video
| Năm                      | Tên]                                  |
| 1992                     | S.O.D. Live At Budokan (VHS)          |
| ngày 23 tháng 1 năm 2001 | Kill Yourself: The Movie (DVD or VHS) |
| ngày 25 tháng 9 năm 2001 | Speak English or Live (DVD)           |
| ngày 26 tháng 7 năm 2005 | 20 Years of Dysfunction               |